# 维尼奥勒 (科雷兹省)
维尼奥勒（法語：Vignols，法語發音：[viɲɔl]）是法国科雷兹省的一个市镇，位于该省西部，属于布里夫拉盖亚尔德区。

## 地理
维尼奥勒（45°19'13"N, 1°23'22"E）面积15.41 平方千米，位于法国新阿基坦大区科雷兹省，该省份为法国中南部省份，北起上维埃纳省和克勒兹省，西接多爾多涅省，南至洛特省，东临多姆山省和康塔爾省。
与维尼奥勒接壤的市镇（或旧市镇、城区）包括：贝萨克、拉斯科、韦泽尔河畔奥尔尼亚克、圣博内拉里维耶尔、圣西尔拉罗什、圣索尔夫、圣索尔南拉沃、武特扎克。

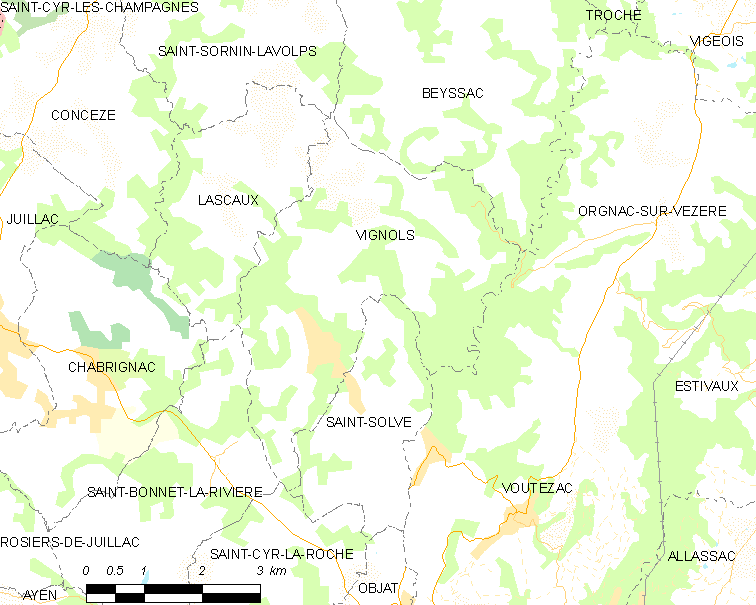
的OSM定位图

维尼奥勒的时区为UTC+01:00、UTC+02:00（夏令时）。

## 行政
维尼奥勒的邮政编码为19130，INSEE市镇编码为19286。

## 政治
维尼奥勒所属的省级选区为利桑多奈县。

## 人口

1962-2008年间人口变化图示

维尼奥勒于2022年1月1日时的人口数量为529人。